# Gaskraftwerk

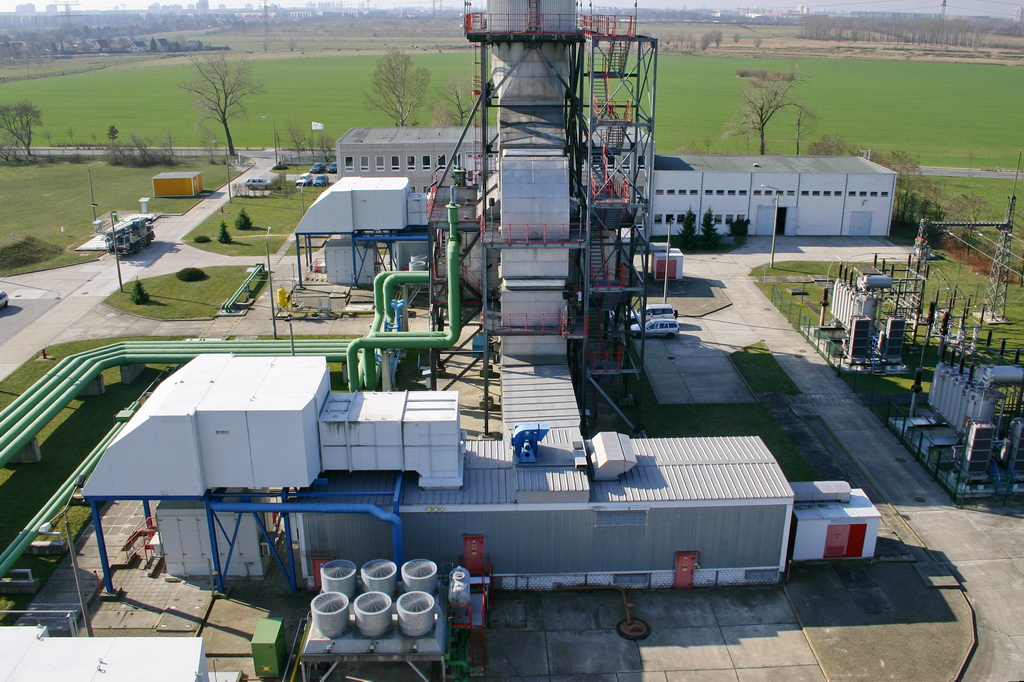
Zwei 40 MW Gasturbinenblöcke
(Gasturbinenkraftwerk Ahrensfelde: links: Luftfilter, Mitte: gemeinsame Abgasreinigung)

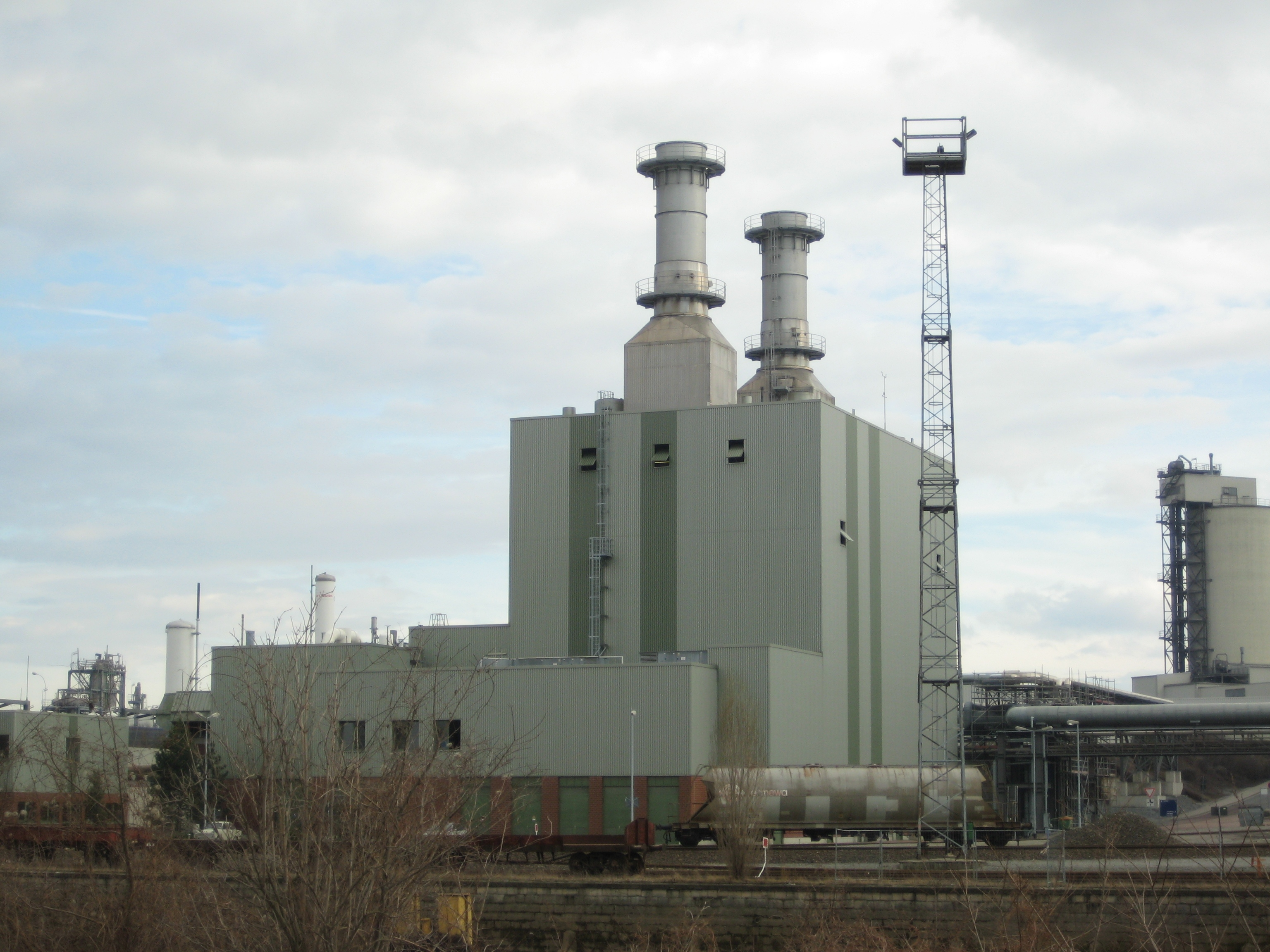
Gasturbinenkraftwerk Bernburg

Ein Gaskraftwerk ist ein Kraftwerk, welches als Primärenergiequelle die chemische Energie aus der Verbrennung eines Brenngases nutzt. Mit Abstand am häufigsten wird Erdgas eingesetzt, daneben auch Biogas, Holzgas, Kohlegas, Kuppelgase u. a. Brenngas. Wird die Bezeichnung Gaskraftwerk ohne nähere Angabe verwendet, so handelt es sich in der Regel um Erdgas. Bei anderen Brenngasen wird die Art zumeist im Namen aufgeführt (Biogaskraftwerk, Gichtgaskraftwerk etc.).
Die Stromerzeugung mittels Gaskraftwerken wird als Gasverstromung bezeichnet. Diese Verstromung des Brenngases kann mit verschiedenen Arten von Wärmekraftwerken erfolgen: Neben klassischen Dampfkraftwerken oder Wärmekraftmaschinen (Gasturbinen oder Gasmotoren) mit Erdgasfeuerung sind heute vor allem Gas-und-Dampf-Kombikraftwerke gebräuchlich.
Unüblich ist die Bezeichnung als Gaskraftwerk für Brennstoffzellenkraftwerke, obwohl diese auch ein Brenngas umsetzen, und zwar meist Wasserstoff, der auch durch Reformierung aus Erdgas gewonnen werden kann.

## Brenngase

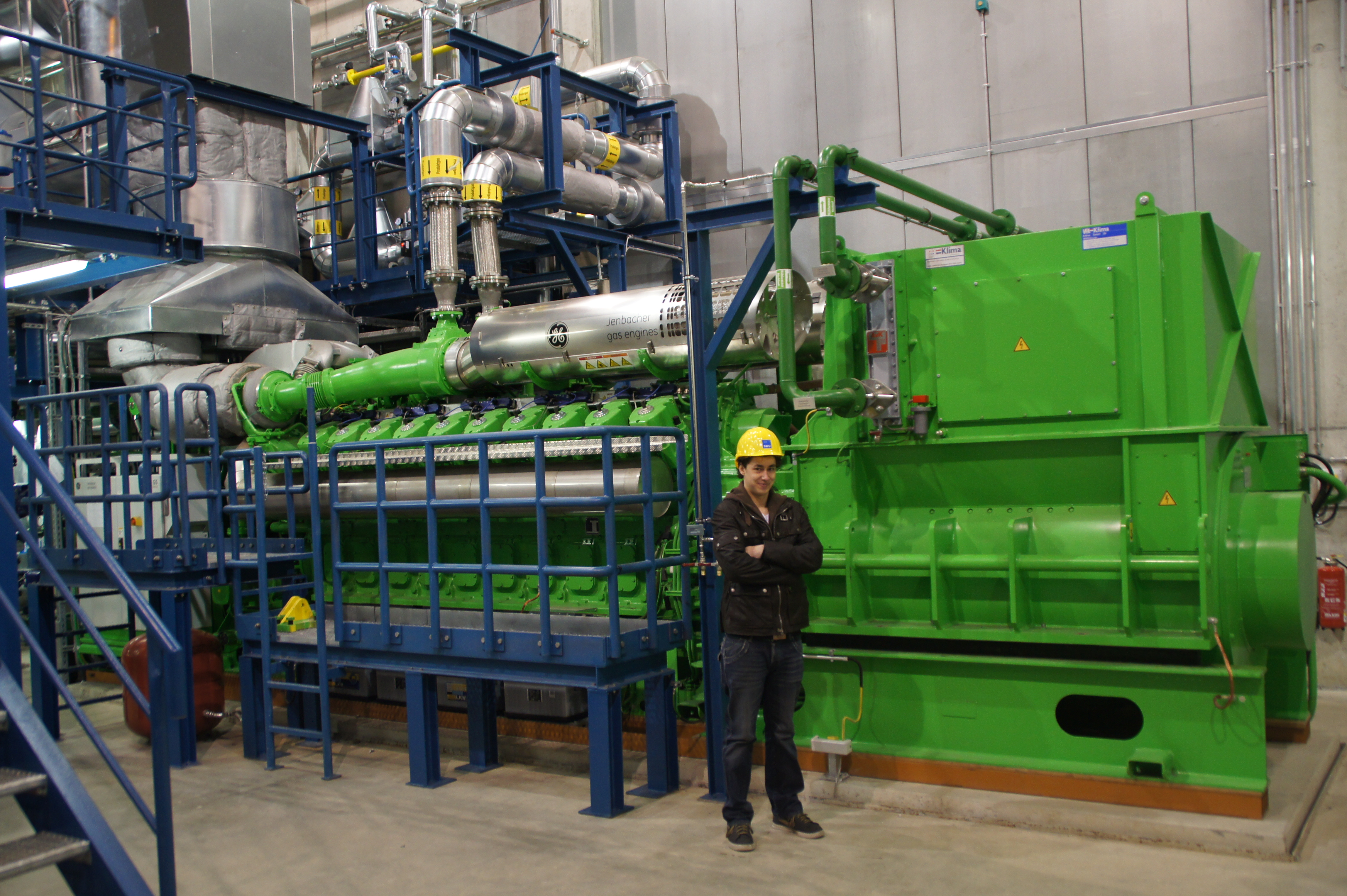
5 MW 20-Zylinder V-Gasmotor
(von GE Jenbacher zur elektrischen Energieerzeugung durch Holzgas im Heizkraftwerk Senden)

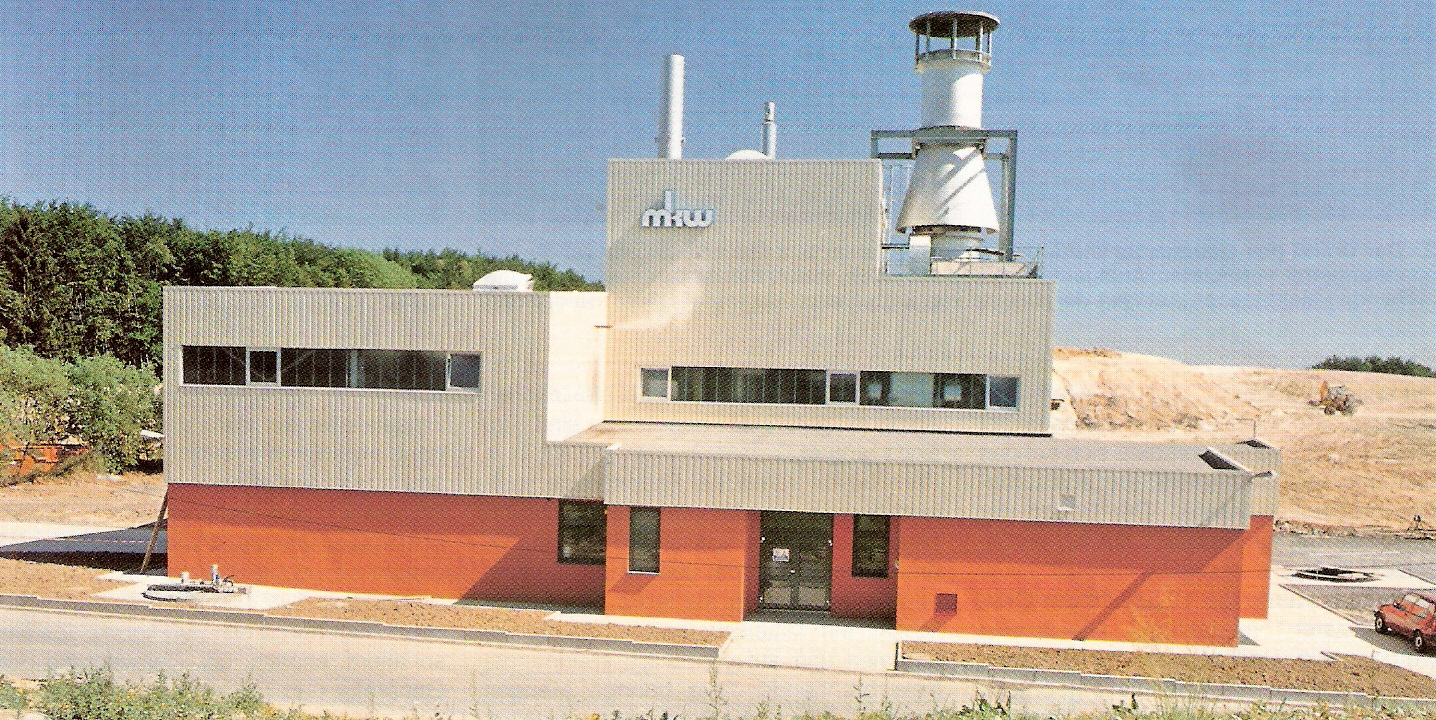
Deponiegas-Kraftwerk auf der Kreisabfalldeponie Beselich

In der Regel handelt es sich beim verbrannten Gas um Erdgas. Seltener kommen andere Brenngase zum Einsatz:
- Biogas, Kompogas aus der Vergärung von Biomasse (siehe Biogasanlage)
- Gas aus Biomassevergasung, insbes. Holzgas (siehe z. B. Biomass Integrated Gasification Combined Cycle, Holzvergasung)
- Kohlegas aus Kohlevergasung (siehe z. B. IGCC)
- Kuppelgase aus Industrieprozessen (Gichtgas, Hochofengas, Raffineriegas etc.)
- Deponiegas aus Abfalldeponien[3]
- Grubengas aus (stillgelegten) Kohlebergwerken
- Wasserstoff, EE-Gas
- Flüssiggase

Gegenüber Festbrennstoffen (und eingeschränkt auch Flüssigbrennstoffen) weisen die meisten Brenngase für den Einsatz in Kraftwerken erhebliche technische Vorteile auf: Die Brennstoffversorgungssysteme (Zwischenlagerung, Aufbereitung, Förderung etc.) sind sehr viel einfacher im Aufbau. Da die meisten Gase wegen ihrer Inhaltsstoffe sehr „sauber“ (schadstoffarm) verbrennen, ist die Abgasreinigung stark vereinfacht. Auch fällt bei der Verbrennung keine Asche an. Dank all dieser Eigenschaften sind Brenngase – anders als Festbrennstoffe – auch als Kraftstoff für Verbrennungskraftmaschinen geeignet. Im Zusammenhang mit dem Treibhauseffekt ist zudem vorteilhaft, dass viele Brenngase ein hohes H/C-Verhältnis (Verhältnis Wasserstoff zu Kohlenstoff) aufweisen und daher bei der Verbrennung weniger klimaschädliches Kohlendioxid entsteht.
Die unten im Abschnitt Bauarten von Gaskraftwerken genannten Technologien für Brenngase sind jenen für Flüssigbrennstoffe sehr ähnlich. Insbesondere ältere Gaskraftwerke sind daher häufig „dual“ ausgeführt, so dass je nach Bedarf sowohl Gas als auch flüssige Brenn-/Kraftstoffe (Diesel, Heizöl etc.) eingesetzt werden können, d. h., das Kraftwerk wird dann ganz oder anteilig als Ölkraftwerk betrieben.

## Bauarten von Gaskraftwerken
Als Technologie für die Umwandlung der im Brenngas gespeicherten chemischen Energie in thermische, mechanische und letztlich elektrische Energie kommen verschiedene Arten von Wärmekraftwerken infrage:

### Gasturbinen- und -motorenkraftwerke

Schema eines Gasturbinenkraftwerkes (im Bild mit Dual-Brennstoff Gas und Öl)

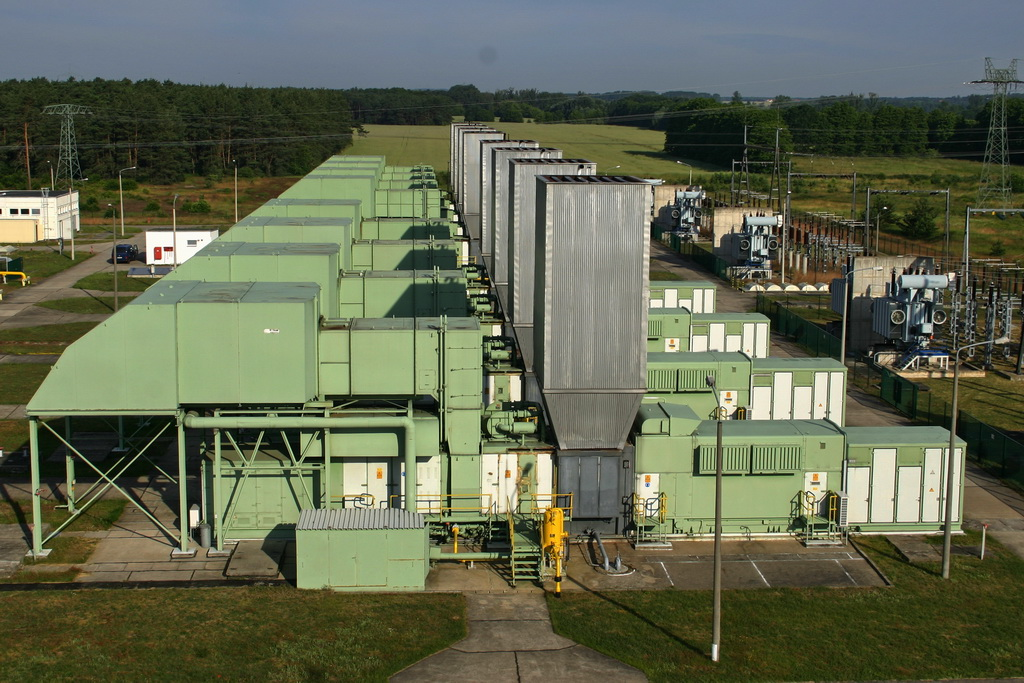
Gasturbinenkraftwerk Thyrow, bestehend aus 2×4 Gasturbinensätzen, befeuert mit Erdgas und Heizöl

Bei Gaskraftwerken dieser Bauart wird die Energie des Brenngases direkt in einer Verbrennungskraftmaschine in mechanische Antriebsenergie und weiter mittels eines angekuppelten Generators in elektrische Energie („Strom“) umgewandelt.
Bei den eingesetzten Maschinen handelt es sich meistens um Gasturbinen; alternativ kommen je nach Einsatzart und Größe auch Gasmotoren (interne Verbrennung) oder Stirlingmotor (externe Verbrennung) in Frage. Während Motoren vor allem als kleinere (Not-)Stromaggregate oder als kompakte Blockheizkraftwerke für die dezentrale Strom- und Wärmeversorgung verbreitet sind, finden größere Gasturbinenkraftwerke als Industriekraftwerke und in der öffentlichen Stromversorgung Verwendung (letzteres wegen der unten genannten Nachteile heute nur noch als Spitzenlastkraftwerk).
Gaskraftwerke dieser Bauart zeichnen sich durch ihren einfachen Aufbau, eine hohe Leistungsdichte, hohe Flexibilität mit kurzen Startzeiten (ca. 15 Minuten bis Volllast) und hohe Lastgradienten sowie niedrige spezifische Investitionskosten (Kosten pro Kilowatt) aus. Durch den Verzicht auf den Dampfprozess entfallen viele Systeme und Anlagenteile; die Anlage besteht im Wesentlichen nur aus der Maschine mit ihrem Verbrennungsluft- und Abgassystem sowie der Brennstoffversorgung und der elektrischen Netzanbindung (siehe Schema). Häufig wird bei solchen Anlagen auf ein Maschinenhaus verzichtet, die Maschine erhält nur eine einfache Wetterschutzhaube, die auch als Schallisolierung wirkt. Dank der hohen Verfügbarkeit und Automatisierung solcher Maschinen ist vor Ort kein ständiges Bedien- und Wartungspersonal erforderlich. Der Betrieb läuft weitgehend vollautomatisch, die Bedienung kann ferngesteuert erfolgen, eine Leitwarte vor Ort ist normalerweise nicht vorhanden.
Der Hauptnachteil von Verbrennungskraftmaschinen liegt in ihrem geringen Wirkungsgrad, der im einfachen Prozess („Simple Cycle“, d. h. nur Open Cycle ohne nachgeschalteten Dampfprozess) in der Regel nur bei maximal 30 % liegt. Da der hochwertige und teure Brennstoff so nur schlecht ausgenutzt wird, werden größere Gasturbinen- und -motorenkraftwerke in den meisten Ländern heute fast nur noch als „Peaker“ (Spitzenlastkraftwerk) eingesetzt. Wegen der Nachteile setzten sich in den 1990er-Jahren zunehmend Kombikraftwerke (siehe unten) durch. Ältere Kraftwerke aus der Zeit davor wurden überwiegend entweder zu Kombikraftwerken umgerüstet oder nur noch als schnellstartfähige Reserve betriebsbereit gehalten. Nur in Ländern, die über große eigene Gasvorkommen verfügen und in denen die Gaspreise entsprechend niedrig sind, werden Gasturbinen- und -motorenkraftwerke auch heute noch in der Mittel- und manchmal sogar Grundlast eingesetzt. Sonderfälle sind Kraftwerke, die Spezialgase wie Biogas, Grubengas, Deponiegas u. ä. verbrennen (siehe unten Abschnitt Brenngase).

### Gasgefeuerte Dampfkraftwerke

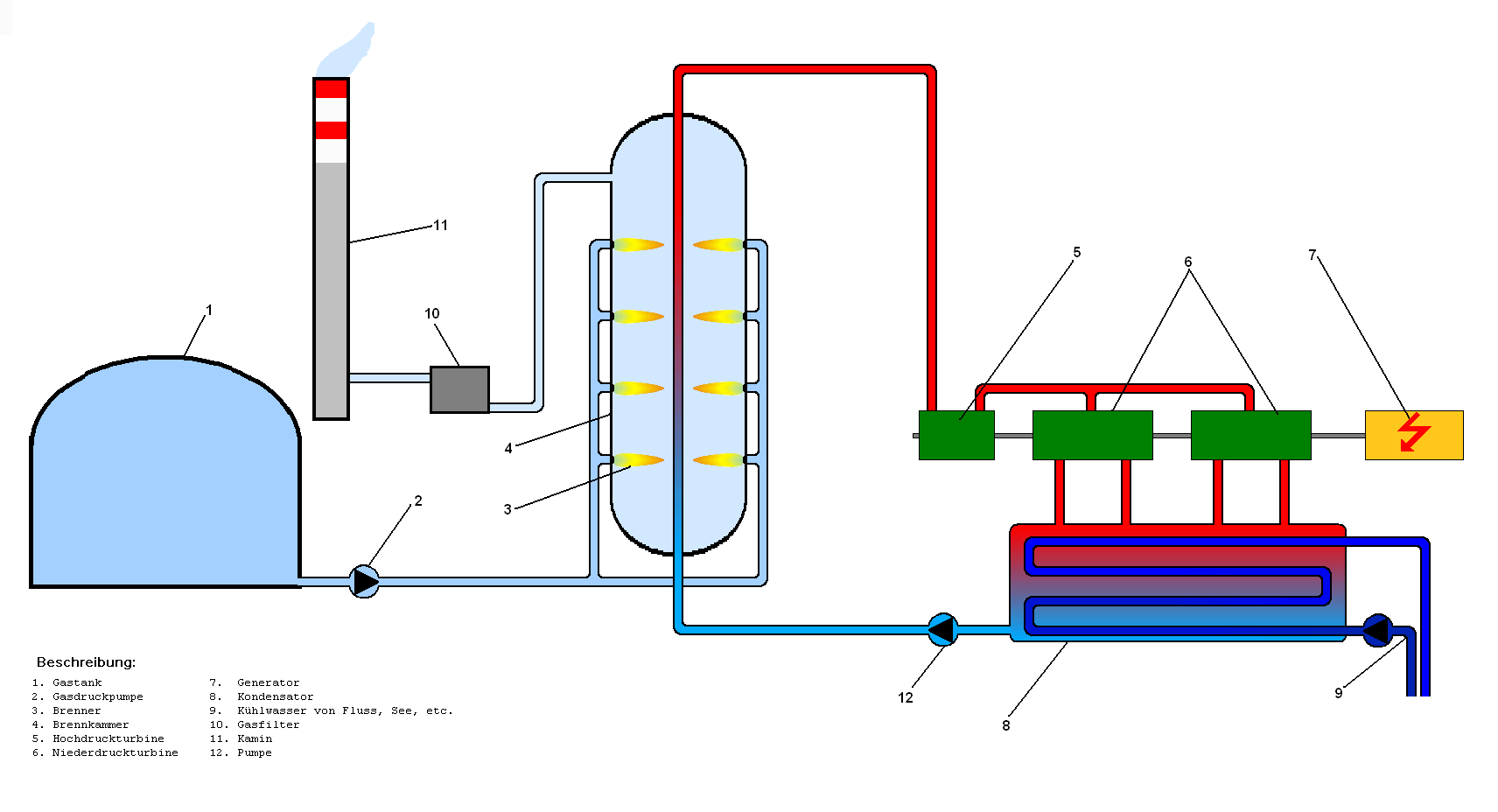
Schema eines konventionellen, gasgefeuerten Dampfkraftwerkes

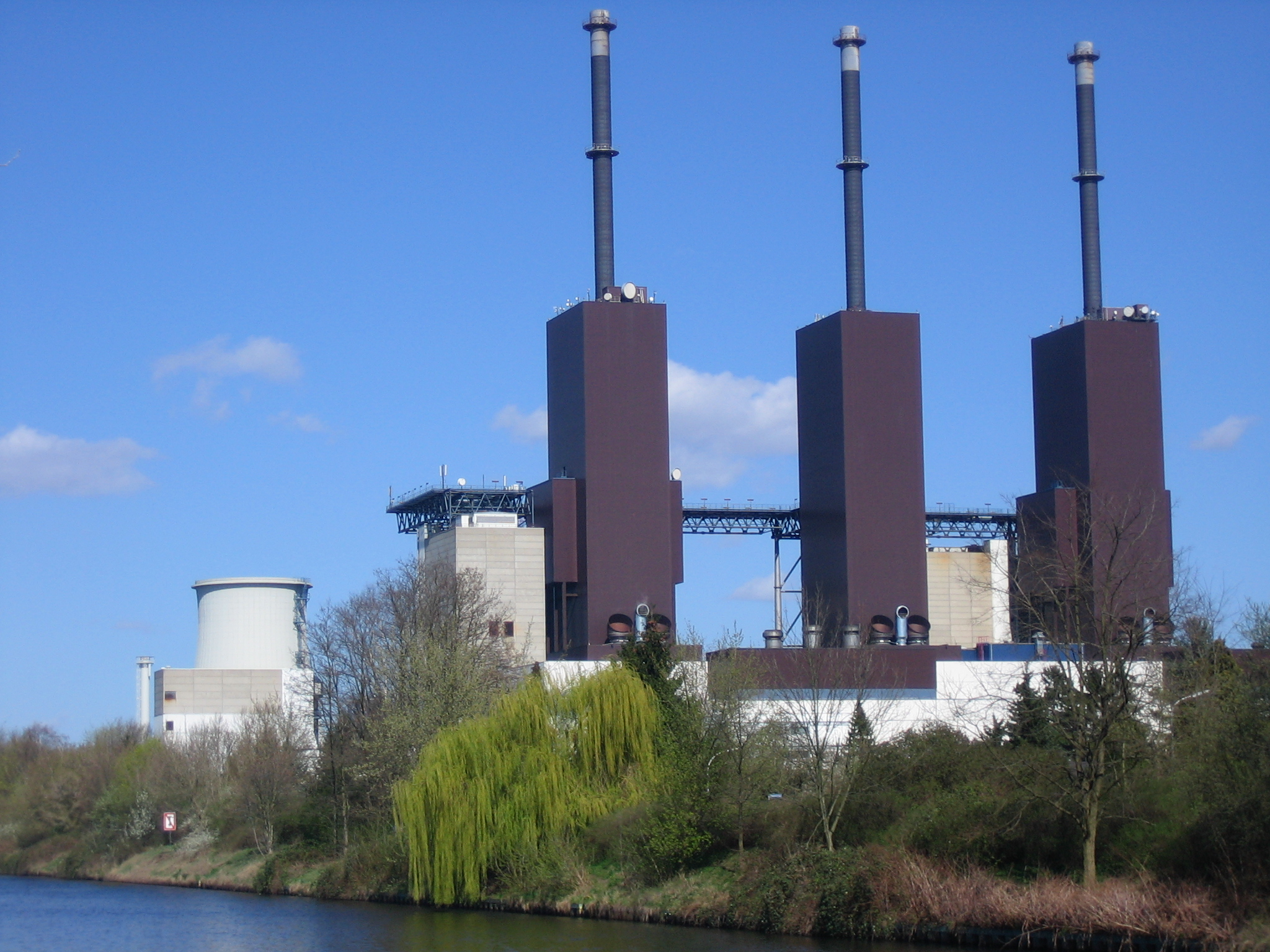
Typische Gas-Turmkessel mit aufgesetztem Kamin mit Rauchgasentschwefelung im Kraftwerk Berlin-Lichterfelde

Bei Gaskraftwerken dieser Bauart handelt es sich um konventionelle Dampfkraftwerke, deren Dampferzeuger (Kessel) über Gasbrenner mit einem Brenngas befeuert wird.
In ihrem Aufbau und ihrer Funktionsweise ähneln solche Gaskraftwerke anderen befeuerten Dampfkraftwerken: Der im Kessel erzeugte Dampf wird mittels einer Dampfturbine zur Stromerzeugung genutzt. Ein Kühlsystem (Kühlturm o. ä.) führt die unvermeidlich anfallende Abwärme an die Umgebung ab. Gegenüber Dampfkraftwerken, die mit Festbrennstoffen befeuert sind, sind viele Systeme jedoch wesentlich einfacher, angefangen mit Brennstoffversorgung. Auch fällt bei einem Gaskraftwerk keine Asche oder Schlacke aus der Verbrennung an. Auch die Abgasreinigung ist bei Brenngasen stark vereinfacht: Eine Entstaubung von Ruß oder Flugasche wird bei sauberer Verbrennung nicht benötigt. Bei schwefelarmen Brenngasen kann auch auf eine Rauchgasentschwefelung verzichtet werden. Eine Entstickung (katalytisch oder nicht-katalytisch) kann in die Verbrennung und den Dampferzeuger integriert werden. Häufig kann daher der Kamin – ohne zwischengeschaltete Abgasreinigung – direkt oben auf den Turmkessel aufgesetzt werden.
Nachteil dieser Bauart ist, ähnlich wie oben bei den Verbrennungskraftmaschinen, vor allem der relativ schlechte Wirkungsgrad. Gegenüber Verbrennungskraftmaschinen kommt erschwerend hinzu, dass ein gasgefeuertes Dampfkraftwerk wesentlich teurer im Bau ist und hinsichtlich Startzeiten (ca. 1 h bis Volllast) und Lastgradienten nicht ganz so flexibel ist. Dass dennoch bis in die 1980er-Jahre solche Gaskraftwerke in größerer Zahl gebaut wurden, lag vor allem daran, dass in dieser Zeit das Gas noch relativ preisgünstig war und dass die auf dem Markt verfügbaren Gasturbinen und -motoren noch relativ klein waren. Mit der Entwicklung leistungsfähigerer Gasturbinen wurden gasgefeuerte Dampfkraftwerke ab den 1990er-Jahren zunehmend durch GT- und Kombikraftwerke (siehe unten) verdrängt. Ältere gasgefeuerte Dampfkraftwerke, die heute noch in Betrieb sind, werden fast nur als Spitzenlastkraftwerk oder als Heizkraftwerk in Kraft-Wärme-Kopplung eingesetzt.

### Kombikraftwerke

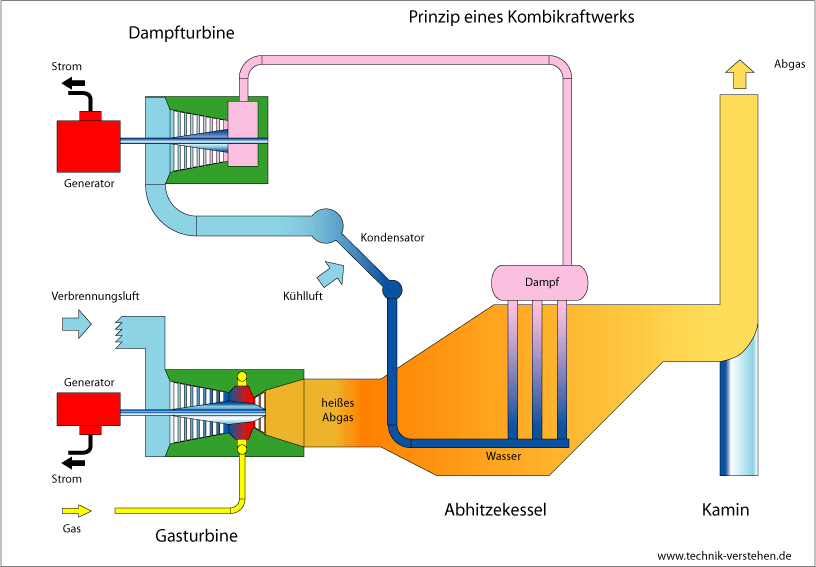
Schema eines Gas-und-Dampf-Kombikraftwerkes

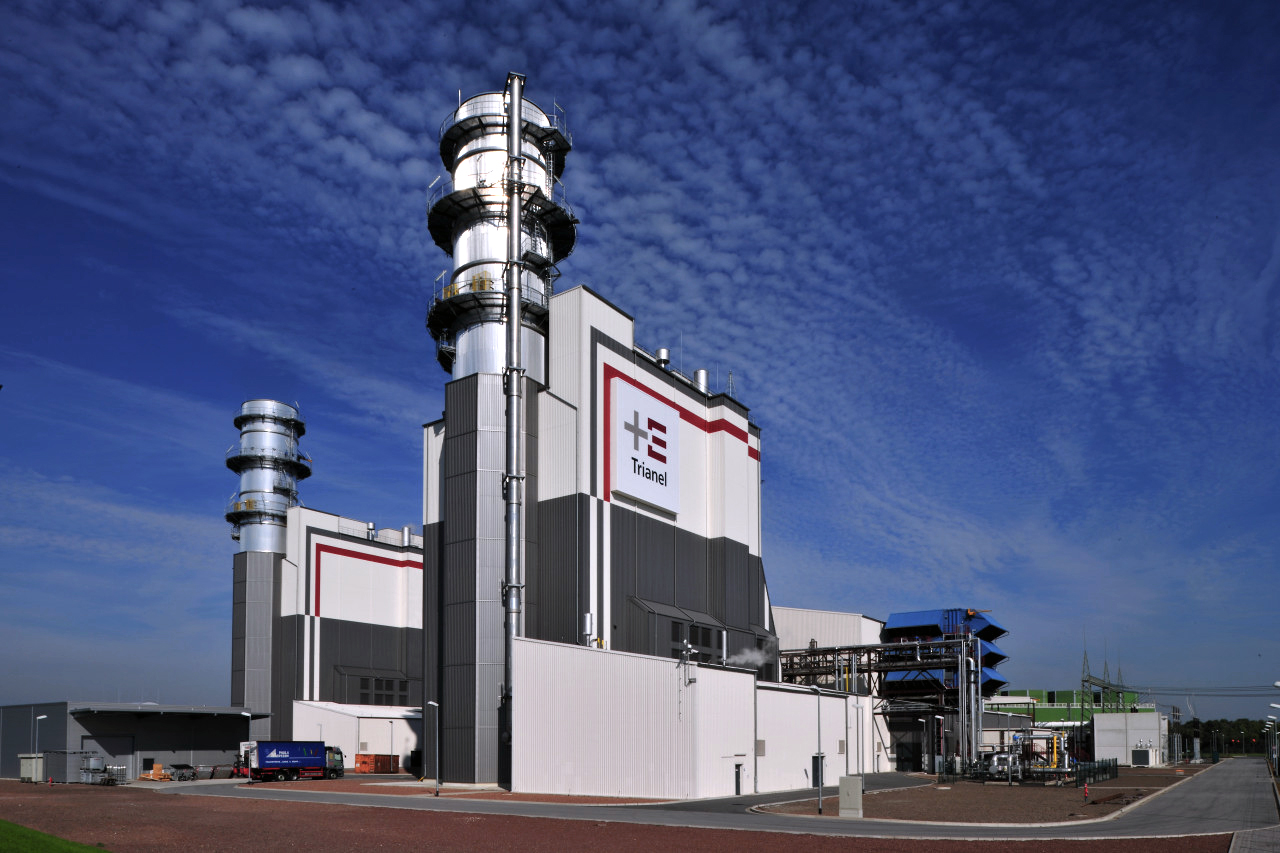
GuD-Kombikraftwerk Hamm-Uentrop
(vorn die Abhitzekessel, im Hintergrund Maschinenhäuser mit Gas- und Dampfturbine)

In einem Kombikraftwerk wird eine Verbrennungskraftmaschine (Gasturbine oder seltener auch Gasmotor) mit einem Dampfkraftwerk (bestehend aus einem Dampfkessel und einer Dampfturbine mit Kühlsystem) kombiniert; so werden die Vorteile der beiden oben genannten Typen kombiniert und die Nachteile teilweise abgemildert. Die Maschine macht das Kraftwerk flexibel und schnell in der Einsatzweise, und durch die Kombination von Gas- und Dampfprozess erreichen Kombikraftwerke den höchsten Wirkungsgrad aller thermischen Kraftwerke (bis ca. 60 %). Nachteilig sind auch bei diesem Typ vor allem die hohen Brennstoff- und damit Betriebskosten, die dazu führen, dass auch Kombikraftwerke nur in Ausnahmefällen in der Grundlast eingesetzt werden.
Bei den Kombikraftwerken sind nach dem Leistungsanteil von Gas- und Dampfprozess zwei Unterarten zu unterscheiden:
1. Gas-und-Dampf-Kombikraftwerke (GuD-Kraftwerke) sind seit den 1990er-Jahren die übliche Bauart. Hier ist der Dampfkessel ein Abhitzedampferzeuger, der nur die Abwärme der Verbrennungskraftmaschine nutzt. Allenfalls verfügt der Dampferzeuger über eine relativ kleine Zusatzfeuerung. Die Verbrennungskraftmaschine liefert etwa 2/3, die Dampfturbine etwa 1/3 der Gesamtleistung des Kraftwerks.
2. Gas-Kombiblöcke sind überwiegend ältere Anlagen, die teilweise nachträglich von einem reinen Dampfkraftwerk in ein Kombikraftwerk umgerüstet wurden. Kombiblöcke bestehen aus einem konventionellen Dampfkraftwerk, dessen gefeuerter Dampferzeuger mit einer Vorschaltgasturbine (VGT) zur Luft- oder Speisewasservorwärmung ausgestattet ist. Sowohl die Gasturbine als auch die Kesselfeuerung können mit Gas als Brennstoff betrieben werden. Die VGT macht das Kraftwerk flexibler und verbessert den Wirkungsgrad, ist aber leistungsmäßig kleiner als die Dampfturbine.

## Einsatzweise

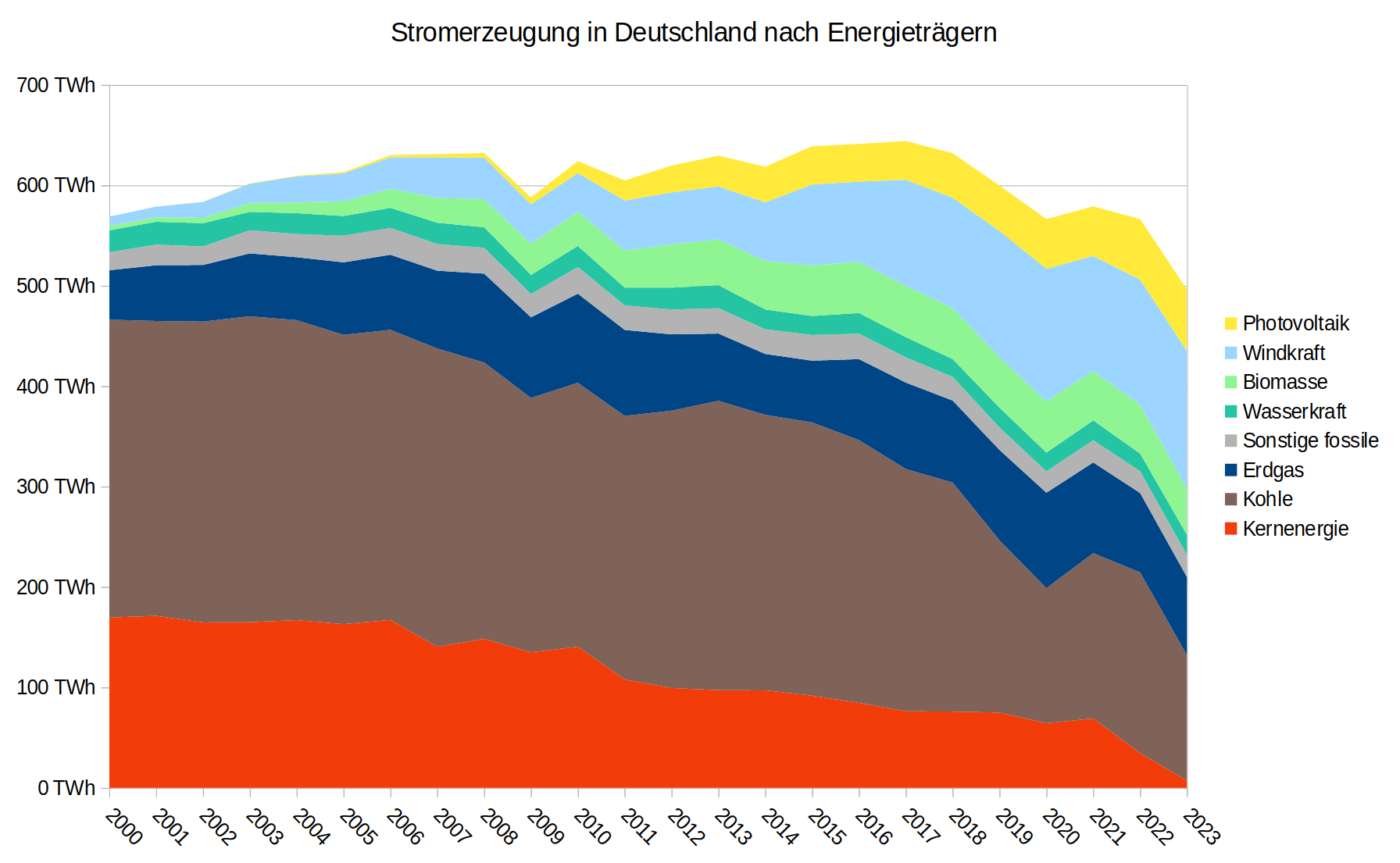
Entwicklung der Stromerzeugung in Deutschland

Anlagen, die Gas verbrennen, sind im Vergleich zu Festbrennstoffanlagen vergleichsweise einfach im Aufbau und haben eine hohe Leistungsdichte, woraus relativ geringe Baukosten resultieren. Da Brenngase aber in der Regel sehr hochwertige und damit teure Brennstoffe sind, haben Gaskraftwerke hohe Betriebskosten. Aus dem Verhältnis von Bau- und Betriebskosten ergibt sich, dass Gaskraftwerke meist für die Lastregelung im Mittel- und Spitzenlastbereich eingesetzt werden. Im Grundlastbereich sind Gaskraftwerke normalerweise allenfalls als Heizkraftwerke in Kraft-Wärme-Kopplung wirtschaftlich.
Durch die Entwicklung leistungsfähigerer Gasturbinen, sinkende Kosten und verbesserte Wirkungsgrade kam es ab den 1990er Jahren zu einem „Boom“ von Kombikraftwerken in vielen Industrienationen. In der Folge nahm der Einsatz von Gas zur Stromerzeugung in Deutschland nach 1990 deutlich zu. Im Jahr 2021 erzeugten Gaskraftwerke ca. 89,7 TWh, was 15,2 % der Stromerzeugung entsprach. Das war ein leichter Rückgang gegenüber 2020 (94,7 TWh) und entsprach etwa dem Wert des Jahres 2010 (88,8 TWh).
Wegen der kurzen Startzeit und schnellen Regelbarkeit werden Gaskraftwerke als flexible Alternative zum Ausregeln von Schwankungen der Stromproduktion propagiert, wie sie durch die wachsende Einspeisung von volatilem Strom aus Wind- und Sonnenenergie zunehmend auftreten. Seitens Politik und Verbänden wird daher ein weiterer Ausbau der Gaskraftwerkskapazitäten als Reserve zur Besicherung der Energiewende gefordert und vorhergesagt. Auf diese Weise soll der Zeitraum überbrückt werden, bis ausreichend Speicherkraftwerke zur Verfügung stehen. Seitens der Betreiber wird aber beklagt, dass insbesondere der Wegfall der Mittagsspitze durch die steigende Einspeisung aus Photovoltaikanlagen die Wirtschaftlichkeit von Gaskraftwerken stark mindert, so dass derzeit kein Anreiz zum Bau neuer Gaskraftwerke besteht. Zudem sind Gaskraftwerke durch ihre relativ hohen Betriebskosten und der sich daraus ergebenden Stellung in der Merit-Order überproportional von den aktuell herrschenden Überkapazitäten am Strommarkt und den sich daraus ergebenden niedrigen Börsenstrompreisen betroffen. Deshalb haben einige Betreiber die Stilllegung von unwirtschaftlich gewordenen Gaskraftwerken angekündigt.
Um dem entgegenzuwirken, wurde das Energiewirtschaftsgesetz dahingehend revidiert, dass Gaskraftwerke, die von der Bundesnetzagentur als „systemrelevant“ eingestuft werden, gegen Zahlung einer Entschädigung von Betreiber betriebsbereit gehalten werden müssen. Mit dem Anstieg der Zertifikatspreise nach der Überarbeitung des EU-Emissionshandels auf 22 Euro/Tonne (Stand Januar 2019) wurden Gaskraftwerke wieder konkurrenzfähiger. Einzelne effiziente GuD-Kraftwerke lagen bei diesem Preisniveau in der Merit-Order bereits wieder vor Steinkohlekraftwerken. Ab ca. 35 Euro/Tonne wird mit einer generellen Verschiebung in der Merit-Order in Richtung Gaskraftwerke gerechnet. Bei einem Preisniveau von ca. 45 bis 55 Euro/Tonne könnten Gaskraftwerke sowohl Stein- als auch Braunkohlekraftwerke aus dem Strommix verdrängen.
Im Sommer 2019 kam es in Deutschland infolge gestiegener Zertifikatskosten im europäischen Emissionshandel und zugleich niedriger Gaspreise zu einem Umstieg von Kohle auf Erdgas, bei dem Gaskraftwerke Kohlekraftwerke aus dem Markt drängten. Die Stromerzeugung aus Gaskraftwerken stieg infolgedessen um ca. 50 %, während die Stromerzeugung aus Steinkohlekraftwerken um etwa 50 % fiel und auch mehr als ein Drittel weniger Strom aus Braunkohlekraftwerken produziert wurde. Parallel zu dieser wirtschaftlich bedingten Verschiebung der Produktionsreihenfolge verschiedener Kraftwerksarten verringerten sich die Stromexporte ins Ausland. Im Gesamtjahr fiel die Kohlestromerzeugung nach vorläufigen Daten der AG Energiebilanzen um rund 57 TWh, während die Gasstromerzeugung um ca. 9 TWh stieg.

## Emissionen von Treibhausgasen
Gaskraftwerke verursachen im direkten Betrieb geringere Emissionen als Kohlekraftwerke. Da jedoch Erdgas größtenteils aus Methan besteht, das ein starkes Treibhausgas ist, müssen Erdgasverluste während der Förderung und dem Transport ebenfalls in die Treibhausbilanz von Gaskraftwerken mit einbezogen werden. Je nach Herkunft des Erdgases ist die Treibhausbilanz unterschiedlich groß, zumal in der Wissenschaft noch Unsicherheit über die Methanverluste der Vorlaufketten besteht. Insbesondere bestehen in der Forschung große Differenzen über die Gasverluste bei der Schiefergasförderung, bei der üblicherweise auf Hydraulic Fracturing zurückgegriffen wird.
Stammt das Erdgas aus herkömmlicher Förderung, dann liegen die Treibhausgasemissionen von GuD-Kraftwerken bei 420 bis 480 g CO2-eq/kWh (Kohlenstoffdioxidäquivalent), der Median liegt bei 450 g CO2-eq/kWh. Gasturbinenkraftwerke weisen mit 570 bis 750 g CO2-eq/kWh und einem Median von 670 g CO2-eq/kWh deutlich höhere Werte auf.
Bei der Nutzung von Schiefergas gehen die Emissionswerte hingegen, abhängig von den ermittelten Methanverlusten stark auseinander. Während manche Studien keinen großen Unterschied zu konventionell gefördertem Erdgas sehen, kommen andere zu dem Ergebnis, dass die Gasverluste während der Förderung deutlich höher als bei der konventionellen Förderung liegen können, womit die Klimabilanz deutlich schlechter ausfällt. Über einen Zeitraum von 100 Jahren betrachtet liegen damit die Treibhausgasemissionen von Gaskraftwerken auf dem gleichen Niveau wie bei Kohlekraftwerken; über 20 Jahre betrachtet sogar um mindestens 20 % bis über 100 % höher.
Grundsätzlich gilt, dass Gaskraftwerke nicht das Potential besitzen, die Treibhausgasemissionen auf ein Niveau abzusenken, das ausreichend wäre, um einen gefährlichen Klimawandel zu vermeiden. Dieses Ziel kann nur mit erneuerbaren Energien oder der Kernenergie erreicht werden, da hierfür Emissionsreduktionen von 80 % bis 2050 notwendig sind, die Gaskraftwerke prinzipbedingt nicht erreichen können. Möglich ist hingegen eine begrenzte Emissionsreduktion gegenüber Kohlekraftwerken, wobei abhängig von verschiedenen Variablen wie Wirkungsgrad oder Gasverlusten sowohl ein positiver als ein negativer Effekt erzielt werden kann. Sollte der Umstieg auf die Brückentechnologie Gas den Ausbau von klimafreundlichen Alternativen verzögern, besteht die Gefahr, dass die globale Erwärmung sogar verstärkt wird.